# René Quitral
René Quitral Encina (Santiago, 15 de setembro de 1924 – Valparaíso, 27 de novembro de 1982) foi um futebolista chileno. Ele competiu na Copa do Mundo FIFA de 1950, sediada no Brasil.